# Румо
Румо (італ. Rumo) — муніципалітет в Італії, у регіоні Трентіно-Альто-Адідже,  провінція Тренто.
Румо розташоване на відстані близько 520 км на північ від Рима, 45 км на північ від Тренто.
Населення — 814 осіб (2014).

## Демографія
Населення за роками:

Станом на 1 січня 2023 року в муніципалітеті офіційно проживало 90 іноземців з 11 країн, серед них 71 громадянин країн Євросоюзу та 3 громадяни України.

## Сусідні муніципалітети
- Брезімо
- Каньо
- Ліво
- Провес
- Рево
- Ультімо